# Mohd Badhri Mohd Radzi
Mohd Badhri Mohd Radzi (nacido el 2 de junio de 1982) es un futbolista malayo que juega en el Kelantan FA de la Super Liga de Malasia y en la Selección de fútbol de Malasia. Badhri juega como centrocampista, pero también lo puede hacer como mediapunta. Es el capitán del equipo con más títulos, liderándolo hacia 2 títulos de Liga consecutivos y 4 copas domésticas. También lideró el equipo en su debut del Kelantan en la Copa de la AFC 2012.
- Datos: Q502178